# Comuna Kolodeanka, Novohrad-Volînskîi
Kolodeanka (în ucraineană Колодянська сільська рада) este o comună în raionul Novohrad-Volînskîi, regiunea Jîtomîr, Ucraina, formată din satele Kojușkî și Kolodeanka (reședința).

## Demografie
Componența lingvistică a comunei Kolodeanka
     Ucraineană (98,93%)
     Alte limbi (0,98%)
Conform recensământului din 2001, majoritatea populației comunei Kolodeanka era vorbitoare de ucraineană (98,93%), existând în minoritate și vorbitori de alte limbi.